# Plectolaimus juliana
Plectolaimus juliana är en rundmaskart som beskrevs av John Inglis 1966. Plectolaimus juliana ingår i släktet Plectolaimus och familjen Leptolaimidae. Inga underarter finns listade i Catalogue of Life.